# روكو روسي
روكو روسي هو سياسي كندي، ولد في 6 فبراير 1962 بتورونتو في كندا. حزبياً، نشط في الحزب الليبرالي الكندي.